# Благой Тенекеджиев
Благой Атанасов Тенекеджиев е български революционер, деец на Вътрешната македоно-одринска революционна организация.

## Биография
Благой Тенекеджиев е роден в 1876 година в костурското българско село Бобища, тогава в Османската империя, днес в Гърция. В 1903 година се връща в Бобища от Цариград и се включва в организационната чета, която подготвя района за въстание. Работи с водачите на революционната организация Борис Сарафов и Гоце Делчев. На 20 юли участва в събранието на четите в Загоричани, където Васил Чакаларов обявява заповедта от Централния комитет за общо въстание. Участва в последвалото превземане на Клисура. Участва и в превземането на Невеска и в сраженията при Чеган, Пожарско, където загива войводата му Манол Розов.
На 16 март 1943 година, като жител на Златоград, подава молба за българска народна пенсия, която е одобрена и пенсията е отпусната от Министерския съвет на Царство България.